# Ultraleichtfluggelände Vettweiß-Soller

i7
i11
i13
Das Ultraleichtfluggelände Vettweiß-Soller liegt im Ortsteil Soller der Gemeinde Vettweiß im Kreis Düren in Nordrhein-Westfalen. Der Platzhalter und Betreiber ist die UL-Luftsportgemeinschaft Gertrudenhof e. V.

## Lage
Das Ultraleichtfluggelände liegt etwa 8,5 km südöstlich des Zentrums von Düren.

## Flugbetrieb
Das Ultraleichtfluggelände besitzt eine Betriebsgenehmigung für Ultraleichtflugzeuge. Es ist mit einer 360 m langen und 20 m breiten Start- und Landebahn aus Gras (Richtung 14/32) ausgestattet. Nicht am Platz ansässige Luftfahrzeuge benötigen eine vorherige Genehmigung des Platzhalters, um in Vettweiß-Soller starten und landen zu dürfen (PPR).

## Geschichte
Das Ultraleichtfluggelände Vettweiß-Soller wurde im Juli 1995 genehmigt. Die UL-Luftsportgemeinschaft Gertrudenhof e. V. wurde am 24. Mai 1997 gegründet.

## Zwischenfälle
Am 28. Juni 2010 startete ein Ultraleichtflugzeug vom Typ Comco Ikarus C42 auf der Piste 32 des Ultraleichtfluggeländes Vettweiß-Soller zu einem Rundflug. Nach einem flachen Anfangssteigflug kippte das Ultraleichtflugzeug am Ende der Piste in ca. 30–50 m über Grund aus einer Linksbewegung ab. Nach einer Drehung von 180° stürzte das Ultraleichtflugzeug neben dem Ultraleichtfluggelände in ein Maisfeld. Der 76-jährige Pilot wurde beim Aufprall aus dem Flugzeug geschleudert und tödlich verletzt. Der 9-jährige Fluggast wurde schwer verletzt. Das Ultraleichtflugzeug wurde zerstört. Zeugen gaben an, dass es zu Motoraussetzern und einem Triebwerksausfall gekommen sei. Ein Auslöser für einen Motorstillstand oder Leistungsverlust konnte bei der Untersuchung durch die Bundesstelle für Flugunfalluntersuchung nicht festgestellt werden. Ein Leistungsverlust des Triebwerks im Steigflug konnte aber nicht ausgeschlossen werden.